# Yann Bonato
Pour les articles homonymes, voir Bonato.
Ne doit pas être confondu avec Yoann Bonato.
Yann Bonato, né le 4 mars 1972 à Cannes, est un ancien joueur français de basket-ball, qui évoluait au poste d'ailier. Il est le fils de Jean-Claude Bonato lui aussi international français de basket-ball.

## Biographie

### Carrière sportive
Après avoir appris le basket à Antibes, il part à l'âge de 16 ans aux États-Unis où il passe par le lycée et la NCAA, jouant avec les Rams de Virginia Commonwealth University.
Lors de l'Euro 1995, il se met en valeur. Il marque notamment les esprits lors du quart de finale contre la Yougoslavie : l'équipe de France est effondrée par la blessure du précieux Jim Bilba en début de match, Bonato refuse de baisser les bras et inscrit 38 points contre la meilleure équipe d'Europe de l'époque mais n'empêche pas son équipe de s'incliner lourdement ; il termine 3e meilleur marqueur de la compétition (21.7 points par match) et troisième à l'élection du meilleur joueur derrière les Lituaniens Arvydas Sabonis et Šarūnas Marčiulionis.
Son tempérament entier lui vaut d'être écarté du groupe France à la suite d'une brouille avec Michel Gomez[réf. nécessaire], le sélectionneur d'alors. Lors de l'Euro 1999, le sélectionneur Jean-Pierre de Vincenzi décide de ne pas le sélectionner bien que Bonato soit le leader offensif de l'équipe de France depuis quelques années. Il préfère s'appuyer sur un groupe au détriment de certaines fortes personnalités, Bonato acceptant mal un temps de jeu limité, surtout en faveur du très médiatisé Tariq Abdul-Wahad, premier français en NBA.
Élu meilleur joueur français du championnat de France avec le PSG Racing à l'issue de la saison 1994/95, Bonato rejoint le grand Limoges CSP pour poursuivre sa progression. Avec le club limougeaud, il dispute l'Eurocup en 1995/96 (18,6 pts de moyenne) et l'Euroligue la saison suivante (16,8 pts).
En froid avec des membres influents du club, notamment Didier Rose, et souhaitant profiter du récent arrêt Bosman, Bonato fait jouer sa clause libératoire et tente sa chance sur le circuit européen en signant avec le Scavolini Pesaro sous les ordres de Duško Vujošević, l'entraîneur du CSP Limoges en 2016. Ayant du mal à s'exprimer au sein d'un collectif bien huilé, et peut-être mal exploité, il traverse une période difficile durant laquelle les fans italiens n'hésitent pas à exprimer vertement leur mécontentement à son encontre.
Il trouve néanmoins assez de ressources pour rebondir l'année suivante dans la même ligue italienne avec le Reggio Emilia où il est un atout majeur, terminant joueur le plus adroit à 2 points du championnat (66,83 %), fait rare pour un ailier marqueur.
Après un passage en Italie, il revient à Limoges en 1999. Malgré les difficultés financières du club à cette époque, l'équipe réussit un triplé : Coupe de France, Championnat de France et coupe Korać notamment en compagnie de l'arrière américain Marcus Brown et de Frédéric Weis,. L'attitude exemplaire de Bonato, lors de cette période difficile du club, lui vaut le surnom de "Capitain Flam" donné par les supporteurs.
Cette année-là, il participe à l'aventure des Jeux olympiques où l'équipe de France va en finale. Malheureusement pour lui, l'aventure se termine dans son cas en quart de finale contre le Canada sur une blessure.
Après la rétrogradation du club pour des raisons administratives, il rejoint l'ASVEL qu'il aidera fortement à obtenir un titre de champion de France attendu depuis 21 ans. Revenu en 2004 au CSP pour aider le club, il termine sa carrière en décembre 2004 à la suite d'une mononucléose.
Il est surnommé « La Liane ».
Lors de la rentrée 2017, il s'inscrit à la formation de manager général de club sportif dispensée par le Centre de droit et d'économie du sport de Limoges.

### Vie personnelle
Il est marié et a 2 enfants : Chiara et Tom. Il est aujourd'hui opticien, gérant une société regroupant quatre magasins d’optique à Limoges.

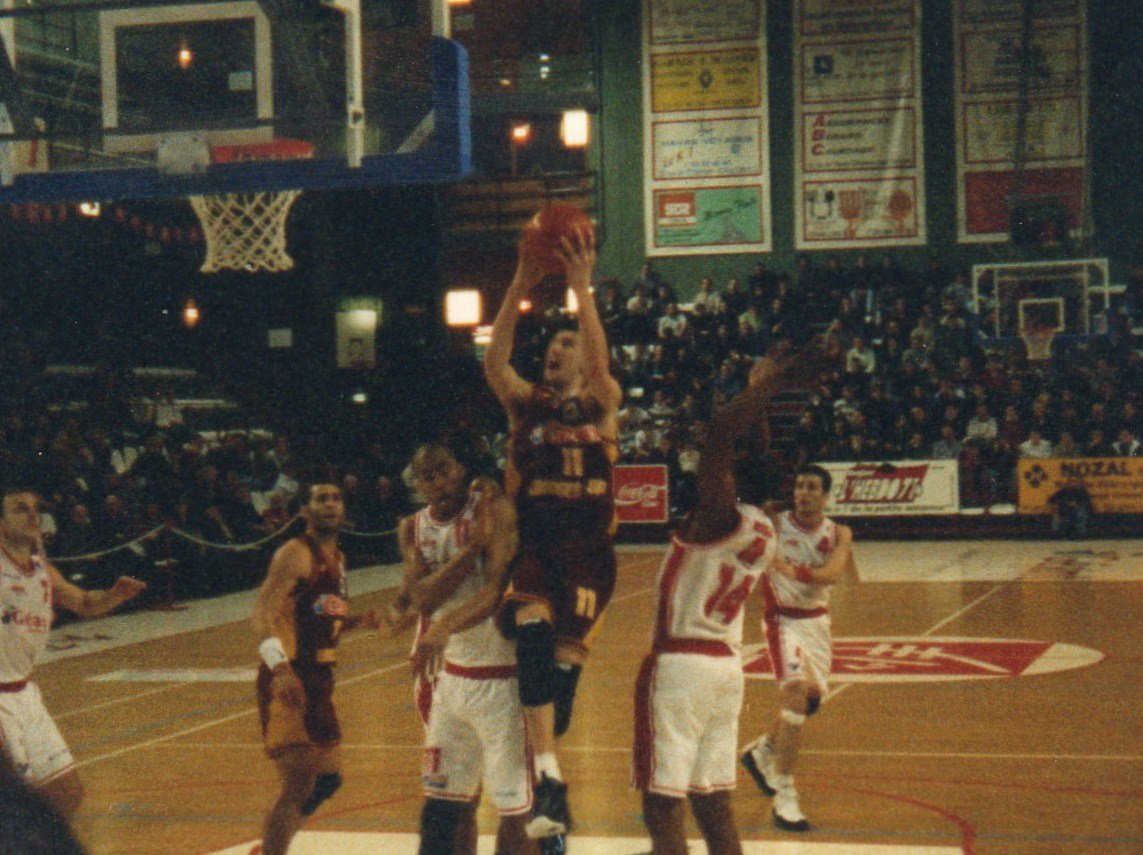
Yann Bonato au tir avec le CSP Limoges en mars 1996.

## Clubs successifs
- 1990-1991 :  Rams de Virginia Commonwealth University (NCAA)
- 1991-1993 :  Olympique d'Antibes (N 1 A)
- 1993-1995 :  PSG Racing (Pro A)
- 1995-1997 :  CSP Limoges (Pro A)
- 1997-1998 :  Scavolini Pesaro (Lega A)
- 1998-1999 :  Reggio Emilia (Lega A)
- 1999-2000 :  CSP Limoges (Pro A)
- 2000-2003 :  ASVEL Lyon-Villeurbanne (Pro A)
- 2003-2004 :  CSP Limoges (Pro A)

## Palmarès
- 3e du championnat d'Europe des -22 ans avec l'équipe de France (1992)
- Vice-champion du Monde des -22 ans avec l'équipe de France (1993)
- Finaliste des Jeux olympiques d'été de 2000
- 3e des Jeux méditerranéens de 1993
- Vainqueur de la Coupe Korać en 2000
- Champion de France Pro A en 2000 et 2002.
- Coupe de France en 2000.
- MVP du championnat de France en 1995 et 1997
- Meilleur marqueur français du championnat de France en 1995 (23,3 points par match) et 2000 (16,6 points), record de points sur un match pour la saison 1994-1995 avec 44 points.
- 4 fois All-Star LNB
- 92 sélections en équipe de France

### Distinction personnelle
- Promu au grade de chevalier de l'ordre national du Mérite en octobre 2000[6]